# Дюамель, Антуан
Антуан Дюамель (фр. Antoine Duhamel; 30 июля 1925, Вальмондуа — 11 сентября 2014) — французский композитор.

## Биография
Отец — писатель Жорж Дюамель, мать — театральная актриса Бланш Альбан. Занимался музыкой с Оливье Мессианом и Рене Лейбовицем, параллельно учился в Сорбонне, изучал психологию и музыкологию. В 1960 году дебютировал как кинокомпозитор.

## Творчество
Автор оперных и симфонических сочинений. Написал музыку к 90 кинофильмам, включая телевизионные, работал с крупнейшими кинорежиссёрами, прежде всего — французскими.

## Сочинения

### Оперная и симфоническая музыка
- Le Scieur de long, опера (1951—1952)
- Concerto для фортепиано и оркестра (1957—1958)
- Pierrot le Fou для оркестра (1965—1966)
- Lundi Monsieur, vous serez riche, опера (1968)
- L’Opéra des oiseaux, опера по Аристофану (1971)
- Animus-Anima для большого оркестра (1973)
- Territoires для струнного оркестра (1974)
- Ubu à l’opéra, опера по Жарри (1974)
- Gambara, опера по Бальзаку (1977—1978)
- Le Tombeau du Philippe d’Orleans для струнного оркестра (1978)
- Symphonie Death Watch (1979)
- Les Travaux d’Hercule, опера для детей по собственному либретто (1981)
- Le Transsibérien, опера по Сандрару (1983)
- L’Hommage du Large. Essay Symphonique, музыка к немому фильму Марселя Л’Эрбье L’homme du large (1983)
- Serenade à la Quinte для скрипки, виолончели и оркестра (1984)
- Suite symphonique pour Intolérance (1985)
- Week-End, сюита для оркестра (1985)
- Quatrevingt-treize, опера по Гюго (1989)
- Ballade au Vibraphone для вибрафона и камерного ансамбля (1991)
- Les Aventures de Sinbad le marin, опера (1991)
- Valse d’Hiver для оркестра (1994)
- Carmenmania, балет (1994)
- Lamento-Mémoire: Récitation concertante для альта и камерного оркестра (1996)

### Избранная фильмография
- 1963: Méditerranée (Жан-Даниэль Полле, Фолькер Шлёндорф, документальный, текст Филиппа Соллерса)
- 1964: Колодец и маятник/ Le puits et le pendule (Александр Астрюк, по новелле Эдгара По, телевизионный)
- 1965: Le mistral (Йорис Ивенс, документальный)
- 1965: Безумный Пьеро (Жан-Люк Годар)
- 1966: La longue marche (Александр Астрюк)
- 1966: Воровка / La voleuse
- 1966: Мадемуазель (Тони Ричардсон, сценарий Маргерит Дюрас по новелле Жана Жене)
- 1967: Моряк с Гибралтара/ The Sailor from Gibraltar (Тони Ричардсон)
- 1967: Уикенд/ Week End (Жан-Люк Годар)
- 1968: Украденные поцелуи (Франсуа Трюффо)
- 1969: Сирена с «Миссисипи» (Франсуа Трюффо)
- 1970: Семейный очаг (Франсуа Трюффо)
- 1970: Полицейский/ Un condé (Ив Буассе)
- 1970: Дикий ребёнок/ L’Enfant sauvage (Франсуа Трюффо)
- 1975: Que la fête commence (Бертран Тавернье)
- 1977: Допрос с пристрастием/ La Question (Лоран Хайнеман)
- 1979: Фелисите/ Félicité (Кристина Паскаль)
- 1980: Прямой репортаж о смерти/ La mort en direct (Бертран Тавернье, номинация на премию «Сезар» за музыку к фильму)
- 1989: Сон безумной обезьяны / El sueño del mono loco (Фернандо Труэба, номинация на премию «Гойя»)
- 1990: Ностальгия по папочке/ Daddy Nostalgie (Бертран Тавернье)
- 1992: Изящная эпоха/ Belle epoque (Фернандо Труэба, номинация премию «Гойя»)
- 1996: Насмешка/ Ridicule (Патрис Леконт, номинация на премию «Сезар»)
- 1996: Хорошая жизнь / La buena vida (Давид Труэба)
- 1998: Девушка твоей мечты/ La niña de tus ojos (Фернандо Труэба, номинация на премию «Гойя»)
- 2002: Laissez-passer (Бертран Тавернье, Золотая звезда за музыку к фильму, Серебряный медведь Берлинского МКФ за лучшую музыку к фильму, номинация на премию «Сезар»)
- 2002: Чары Шанхая / El embrujo de Shanghai (Фернандо Труэба)
- 2007: Monsieur Max (Габриэль Агион, телевизионный)
- 2007: L’affaire Ben Barka (Жан-Пьер Синапи, телевизионный)

## Признание
Премия Анри Ланглуа (2008) и др. награды